# Manfred Eggert
Manfred K. H. Eggert (* 19. Mai 1941) ist ein deutscher Prähistoriker.

## Leben
Er studierte seit 1964 an den Universitäten Hamburg und Mainz Vor- und Frühgeschichte, Ethnologie, Deutsche Altertums- und Volkskunde und Physische Anthropologie. 1973 wurde Eggert in Mainz promoviert und war anschließend für zwei Jahre Stipendiat der Studienstiftung des deutschen Volkes und der Deutschen Forschungsgemeinschaft (DFG) an der Yale University. Von 1976 bis 1978 bereitete er als Wissenschaftlicher Mitarbeiter an der Universität Mainz ein archäologisches Regenwaldprojekt im damaligen Zaïre vor, in dessen Verlauf er bis 1987 fünf archäologische Feldforschungen unternahm. Seit 1978 war Eggert Assistent am Archäologischen Institut der Universität Hamburg, nach der Habilitation 1983 Privatdozent. 1988 übernahm er eine Professur für Ur- und Frühgeschichte an der Universität Erlangen-Nürnberg. Von 1993 bis zu seiner Pensionierung 2006 war er ordentlicher Professor am Institut für Ur- und Frühgeschichte und Archäologie des Mittelalters der Universität Tübingen.

## Forschungsschwerpunkte
Seit 1997/1998 führte Eggert Feldforschungen in Kamerun durch, zuletzt 2004–2010 im Rahmen einer DFG-Forschergruppe „Ökologischer Wandel und kulturelle Umbrüche in West- und Zentralafrika“ zusammen mit Wissenschaftlern der Universität Frankfurt am Main. Er nahm von 2004 bis 2010 ferner teil am DFG-Schwerpunktprogramm 1171 „Frühe Zentralisierungs- und Urbanisierungsprozesse: Zur Genese und Entwicklung frühkeltischer Fürstensitze und ihres territorialen Umfeldes“, wo er für ein Teilprojekt zur Außensiedlung der Heuneburg verantwortlich war, das durch Siegfried Kurz bearbeitet wurde.
Insbesondere Studierenden ist Eggert auch durch seine Einführung Prähistorische Archäologie. Konzepte und Methoden (zuerst 2000) bekannt. Ein Forschungsschwerpunkt liegt im Bereich der theoretischen Reflexion und Grundlegung des Faches. In einzelnen Arbeiten hat er Interpretationsmodelle der prähistorischen Archäologie hinterfragt und damit manche kontroverse Diskussion angestoßen, wie die deutschsprachige Diskussion um die New Archaeology. Eggert plädierte hier für eine genauere und kritischere, methodenreflektierte Herangehensweise und gegen positivistische Interpretationen. Wie die aktuelle, von Eggert mehrfach aufgegriffene Diskussion um die späthallstattzeitlichen Fürstensitze zeigt, wurden seine Warnungen jedoch vielfach nicht verstanden.

## Publikationen (Auswahl)
- Mitherausgeber von Saeculum. Jahrbuch für Universalgeschichte (begründet von Georg Stadtmüller), erscheint jeweils in zwei Halbbänden 2006 im 57. Jahrgang im Böhlau Verlag Köln, ISSN 0080-5319

### Monographien
- Die Urnenfelderkultur in Rheinhessen (= Geschichtliche Landeskunde. 13). Steiner, Wiesbaden 1976, ISBN 3-515-02103-5 (Zugleich: Mainz, Universität, Dissertation, 1973).
- Prähistorische Archäologie. Konzepte und Methoden (= UTB. 2092). A. Francke, Tübingen u. a. 2001, ISBN 3-8252-2092-3 (5., überarbeitete Auflage. ebenda 2024, ISBN 978-3-8252-5986-0).
- Archäologie. Grundzüge einer historischen Kulturwissenschaft (= UTB. 2728). A. Francke, Tübingen u. a. 2006, ISBN 3-8252-2728-6.
- mit Stefanie Samida: Ur- und Frühgeschichtliche Archäologie (= UTB. 3254). A. Francke, Tübingen u. a. 2009, ISBN 978-3-8252-3254-2 (2., überarbeitete und aktualisierte Auflage 2013; 3. durchgesehene und aktualisierte Auflage, revidierte Ausgabe 2022, ISBN 978-3-8252-5398-1).
- Retrospektive. Archäologie in kulturwissenschaftlicher Sicht. Herausgegeben von Melanie Augstein und Stefanie Samida. Waxmann, Münster u. a. 2011, ISBN 978-3-8309-2493-7.
- mit Stefanie Samida: Archäologie als Naturwissenschaft? Eine Streitschrift (= Reihe Pamphletliteratur. 5). Vergangenheitsverlag, Berlin 2013, ISBN 978-3-86408-154-5.
- (Hrsg., mit Stefanie Samida und Hans Peter Hahn): Handbuch materielle Kultur. Bedeutungen, Konzepte, Disziplinen. Metzler, Stuttgart 2014, ISBN 978-3-476-02464-0.
- (zus. mit Dirk Seidensticker): Campo. Archaeological research at the mouth of the Ntem River (South Cameroon). Heinrich-Barth-Institut, Köln 2016, ISBN 978-3-927688-43-8.
- Retrospektive. Archäologisch-kulturwissenschaftliche Essays 1977-2016. Waxmann, Münster 2023, ISBN 978-3-8309-4754-7.

### Wichtige Aufsätze
- Zum Kulturkonzept in der prähistorischen Archäologie. In: Bonner Jahrbücher. 178, 1978, S. 1–20.
- Prähistorische Archäologie und Ethnologie: Studien zur amerikanischen New Archaeology. In: Prähistorische Zeitschrift. 53, 1978, S. 6–164.
- mit Friedrich Lüth: Mersin und die absolute Chronologie des europäischen Neolithikums. In: Germania. Bd. 65, Nr. 1, 1987, S. 17–28.
- Die konstruierte Wirklichkeit: Bemerkungen zum Problem der archäologischen Interpretation am Beispiel der späten Hallstattzeit. In: Hephaistos. 10, 1991, S. 5–20.
- Prestigegüter und Sozialstruktur in der Späthallstattzeit: Eine kulturanthropologische Perspektive. In: Saeculum. Bd. 42, Nr. 1, 1991, S. 1–28, doi:10.7788/saeculum.1991.42.1.1.
- Vergangenheit in der Gegenwart? Überlegungen zum interpretatorischen Potential der Ethnoarchäologie. In: Ethnographisch-Archäologische Zeitschrift. 34, 1993, S. 144–150.
- Der Tote von Hochdorf. Bemerkungen zum Modus archäologischer Interpretation. In: Archäologisches Korrespondenzblatt. Bd. 29, Nr. 2, 1999, S. 211–222.
- Das Materielle und das Immaterielle: Über archäologische Erkenntnis. In: Ulrich Veit, Tobias L. Kienlin, Christoph Kümmel, Sascha Schmidt (Hrsg.): Spuren und Botschaften. Interpretationen materieller Kultur (= Tübinger archäologische Taschenbücher. 4). Waxmann, Münster u. a. 2003, ISBN 3-8309-1229-3, S. 423–461.

Festschrift
- Hans-Peter Wotzka (Hrsg.): Grundlegungen. Beiträge zur europäischen und afrikanischen Archäologie für Manfred K. H. Eggert. Francke, Tübingen 2006, ISBN 3-7720-8187-8.